# Place Pigalle
Place Pigalle è una strada del IX arrondissement.

## Etimologia
La piazza è dedicata allo scultore Jean-Baptiste Pigalle (1714-1785).

## Storia
Nel 1826, il signore di Brack venne autorizzato dalla città di Parigi su dei suoi terreni, con deliberazione del consiglio municipale del 1º giugno 1826, a costruire una strada di 12 metri di larghezza da rue Laval (attuale rue Victor-Massé) alla barriera di Montmartre, con un piazzale semicircolare davanti a quest'ultima barriera. Nel 1864, questa piazza venne rinominata "place de la Barrière-Montmartre" e poi il 30 dicembre di quello stesso anno prese il nome di "Place Pigalle" con cui ancora oggi è nota.
La piazza, in particolare nell'ultima parte del XIX secolo, è divenuta il centro nevralgico dell'intero quartiere di Pigalle, popolato da pittori, caffè e letterati, al punto da venire denominata la Novella Atene.
Ispirò tra le altre una canzone a Georges Ulmer ed una ad Elliott Smith.

## Edifici notevoli
- n. 1: luogo un tempo sede del L'Abbaye de Thélème, dove erano soliti esporre diversi pittori.
- n. 3, d'angolo con avenue Frochot: un tempo sede del caffè Rat mort, aperto tutta la notte alla fine del XIX secolo.
- n. 5: luogo dell'atelier di Gabriel Dauchot (1927-2005), esponente della Scuola di Parigi.
- n. 9: luogo un tempo sede del Café de la Nouvelle Athènes. Il fotografo Paul Sescau (1858-1926) operava qui come suo secondo atelier dal 1896 per venire incontro alla sua clientela di artisti. Il Café de la Nouvelle Athènes divenne Le Sphynx negli anni 1920-1940, luogo noto di strip tease, oltre alla presenza in zona del New Moon, negli anni 1970-1980 che era solito ospitare gruppi rock. Il luogo originale andò distrutto in un incendio nel 2004 e non venne più ricostruito. Qui operarono tra gli altri Hélène Martini e David Dufresne.
- n. 11: qui era l'abitazione del giornalista Victor Noir, il quale qui collaborò anche con Louise Weber, detta La Goulue, inventrice del can-can francese
- n. 12: le Folies Pigalle, antico teatro all'italiana, poi cabaret ed infine sala cinematografica e discoteca dal 1991.

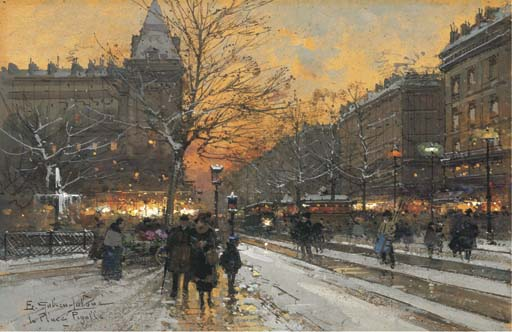
Attribuito a Eugène Galien-Laloue, Place Pigalle (1910 c.), luogo sconosciuto.
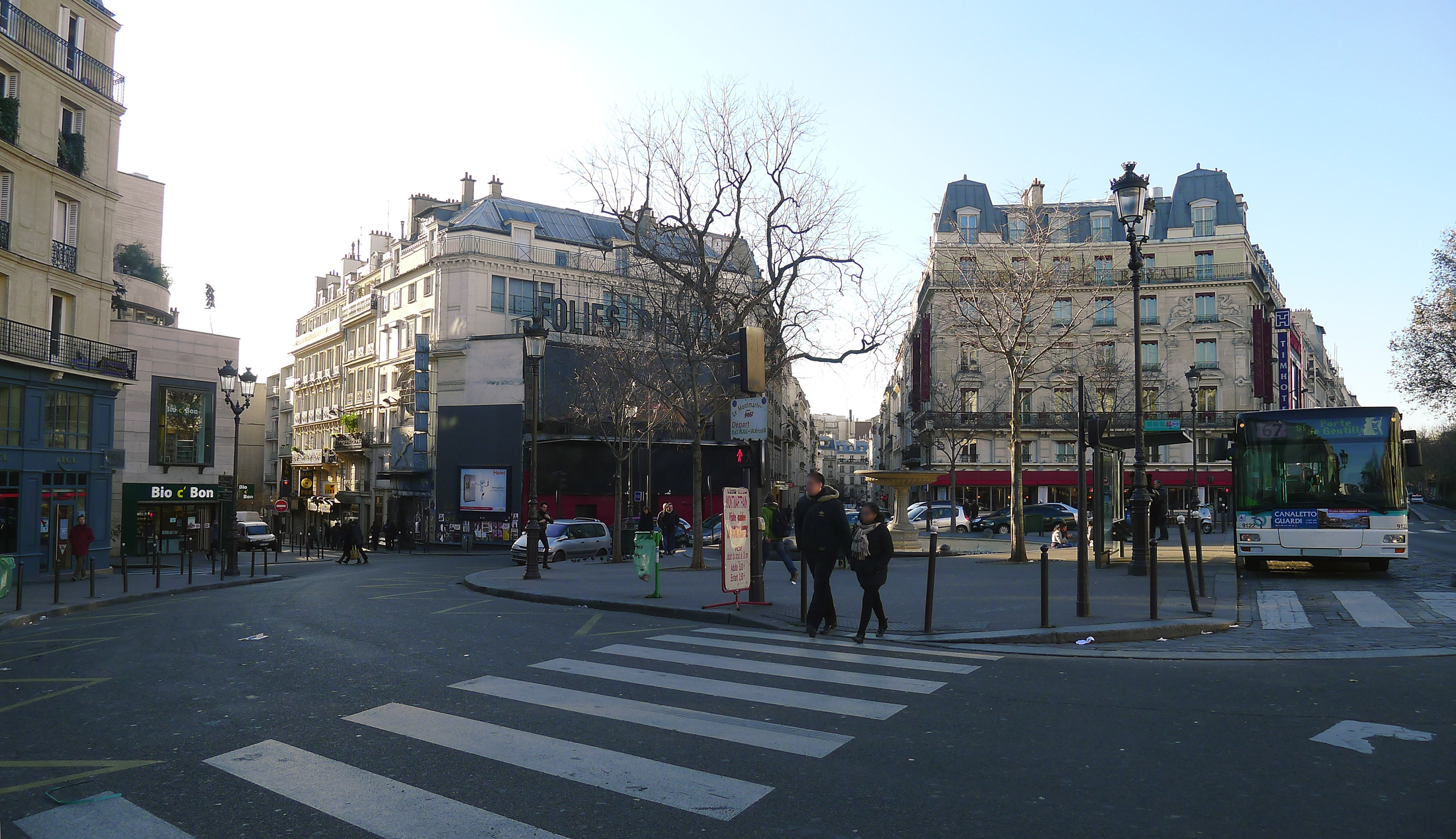
La piazza oggi.